# 贝尔蒙 (热尔省)
贝尔蒙（法語：Belmont，法語發音：[bɛlmɔ̃] ⓘ）是法国热尔省的一个市镇，属于欧什区。

## 地理
贝尔蒙（43°41'23"N, 0°14'23"E）面积15.1 平方千米，位于法国奧克西塔尼大區热尔省，该省份为法国西南部内陆省份，北起顺时针与洛特-加龙省、塔恩-加龙省、上加龙省、上比利牛斯省、大西洋比利牛斯省和朗德省接壤。
与贝尔蒙接壤的市镇（或旧市镇、城区）包括：卡斯蒂隆代巴特、卡佐当格莱斯、吕皮亚克、普雷讷龙、罗克布吕讷、蒂代勒。
贝尔蒙的时区为UTC+01:00、UTC+02:00（夏令时）。

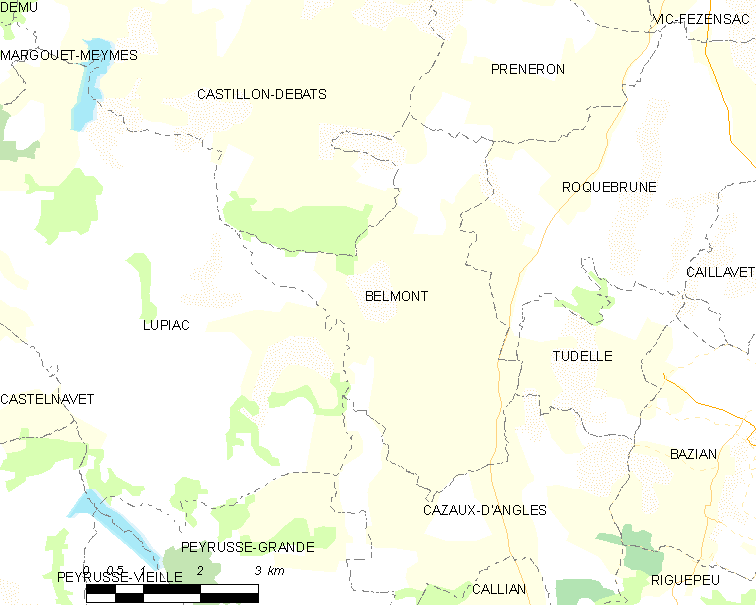
贝尔蒙的OSM定位图

## 行政
贝尔蒙的邮政编码为32190，INSEE市镇编码为32043。

## 政治
贝尔蒙所属的省级选区为弗藏萨克县。

## 人口

1962-2008年间贝尔蒙人口变化图示

贝尔蒙于2022年1月1日时的人口数量为150人。